# Raphael Kirchner
Pour les articles homonymes, voir Kirchner.

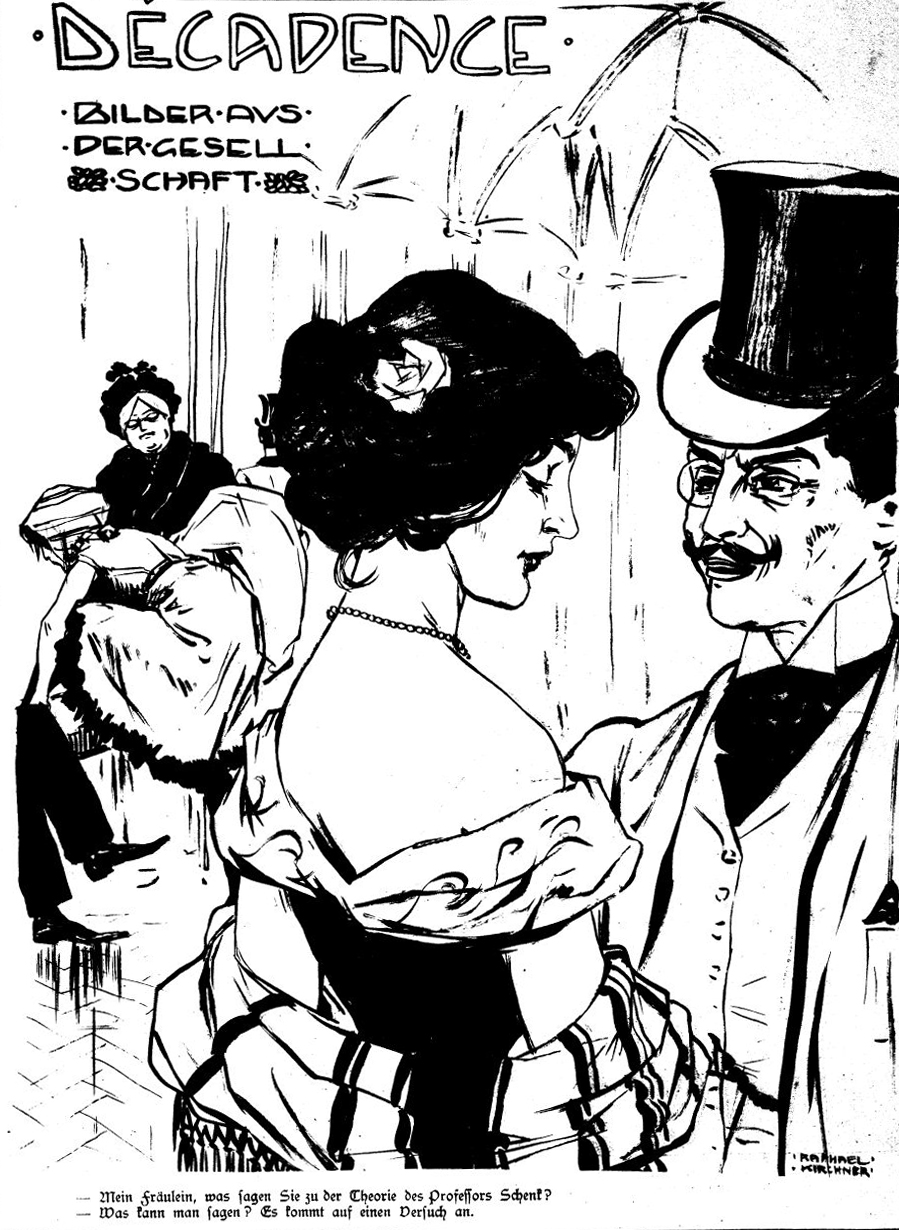
« Decadence Bilder aus der Gesellschaft », publiée dans Wiener Caricaturen, 20 février 1898.

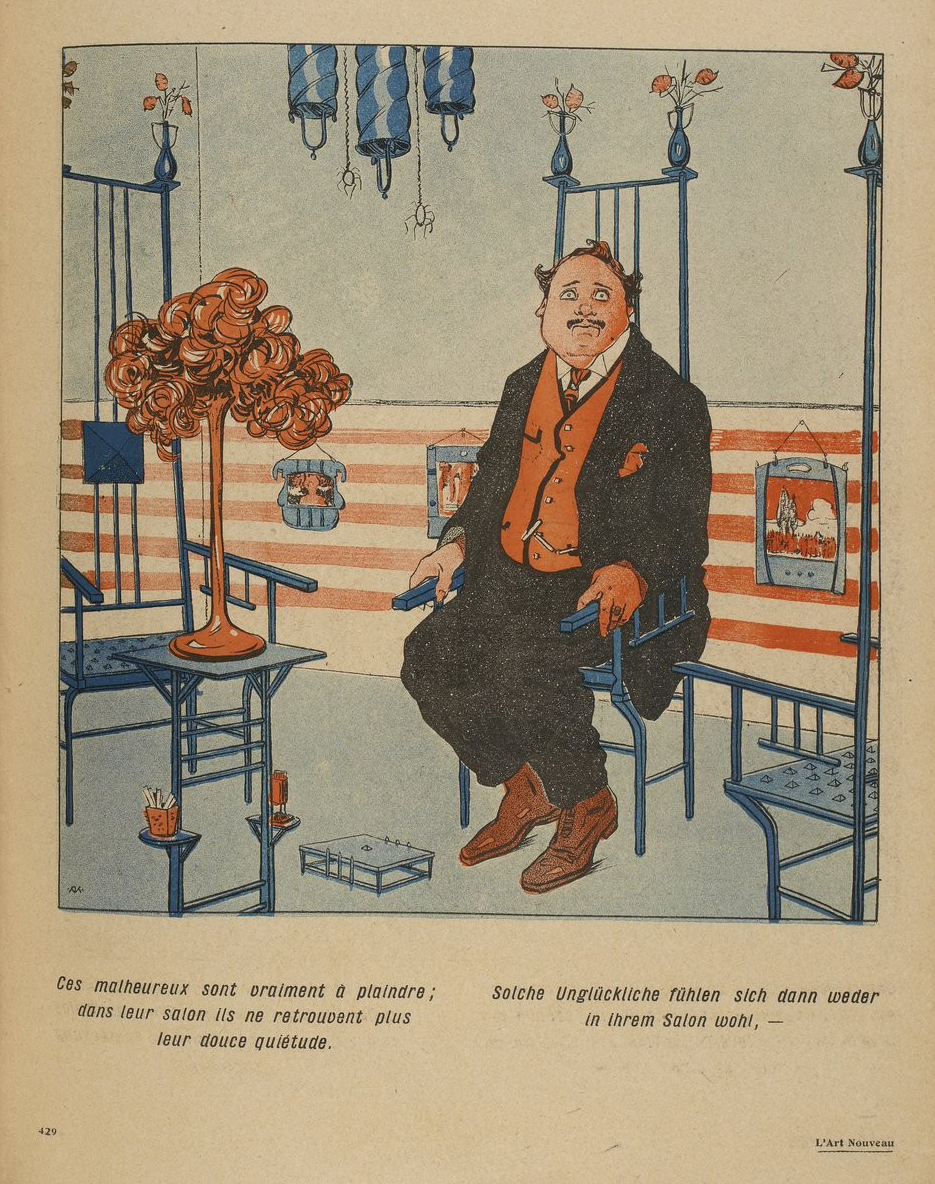
Caricature dans L'Assiette au beurre (1907).

Raphael Kirchner (1875-1917) est un artiste peintre, dessinateur, illustrateur, lithographe et caricaturiste autrichien. Imprégné par l'Art nouveau, il est considéré comme l'un des inventeurs de la pin-up.

## Biographie
Né le 5 mai 1875 dans la capitale de l'Empire austro-hongrois, Raphael Kirchner intègre l'Académie des beaux-arts de Vienne et commence à devenir un jeune portraitiste à la mode pour des couples de la bourgeoisie montante, peignant surtout des femmes dans leurs plus belles toilettes. En 1900, il se rend à Paris pour visiter l'exposition universelle puis choisit de s'installer dans la capitale française.
Kirchner y reste près de quinze ans, collaborant à des périodiques illustrés comme La Vie parisienne, magazine à la fois mondain et léger et dont il devient l'un des piliers. Pour ce support, il produit d'abord une série dessinée de femmes très marquée par le japonisme (« Mikado », « Geisha »), qui deviennent de plus en plus éthérées et d'une grande force plastique (« Salomé »), accompagnées de motifs illustratifs floraux très inspirés par l'Art nouveau. Ces produits dérivés proposés par La Vie, cartes de vœux et primes de Noël, font place aux « femmes de Kirchner » qui vont peu à peu évoluer en un format plus érotique, ou franchement coquin, suivant la vogue de la carte postale illustrée : à partir de 1902, l'artiste devient l'un des plus gros fournisseurs de ce genre, qui empruntait au modèle initial de la geisha, puisant dans la femme fatale et l'aguicheuse, et présentant de lointain écho avec la grisette, et en un corps beaucoup plus libéré dans ses formes que la chérette.
Vers la même époque, il fréquente deux artistes hongrois, Alphonse Mucha et surtout Károly Józsa, ce dernier participant lui aussi, sans doute avant 1906, à la production de cartes postales illustrées de femmes parfois très dévêtues. Les deux hommes sont des habitués de Montmartre et de ses lieux de plaisirs et de fêtes. Ces « petites femmes de la Butte-Pinson » et autres geishas chromolithographiées, que Kirchner sait si bien immortaliser et faire se multiplier, commencent à être collectionnées ; il participe aux fameuses séries éditées par la marque apéritive Byrrh. L'artiste vit avec sa femme Nina qui lui aurait servi de modèle.
En septembre 1906, Kirchner et Józsa composent ensemble un numéro de L'Assiette au beurre. Ses illustrations paraissent aussi dans Je sais tout, Femina, puis Le Sourire.
Au début des années 1910, il produit pour la maison de parfums Lubin quelques illustrations publicitaires et expose au Salon des humoristes puis au Salon des artistes français. Il est ensuite probable qu'il se soit rendu à Londres, on retrouve quelques-unes de ses caricatures dans le magazine The Sketch. Par ailleurs la galerie de la Librairie de l'estampe peut-être un temps dirigée par Schwarz, le fondateur de L'Assiette au beurre, se présente comme éditeur des « œuvres en galantes couleurs » de Kirchner, et l'expose à plusieurs reprises. Entre 1914 et 1916, Antonin Reschal va produire durant la guerre des cartes postales illustrées par Kirchner et bien d'autres illustrateurs puis aura un procès pour prétendu commerce avec l'ennemi. En 1911, l'artiste est mentionné comme habitant 43 rue Lamarck. En 1914, il collabore à la « Select-Collection ».
Sans doute après le déclenchement de la Première Guerre mondiale, Kirchner embarque pour New York. Il y commence une carrière de costumier et d'illustrateur pour des spectacles musicaux, entre autres pour les Ziegfeld Follies au New Amsterdam Theatre ou au Century Theatre, dont Dance and Grow Thin monté en 1917 sur une musique d'Irving Berlin. Il collabore à des magazines comme Puck, The American Weekly, et des albums de ses « Girls » commencent à être produits.
Il meurt brutalement à l'hôpital français de New York le 2 août 1917 des suites d'une opération de l’appendicite à l'âge de 42 ans, soit quatre mois après l'entrée en guerre des États-Unis contre les forces de l'Axe ; sa compagne sombre alors dans une dépression et meurt peu après.

### Impact de laKirchner Girl
Durant les années 1917-1918, les Doughboy's arrivent sur le front français avec dans leurs besaces des « Kirchner Girls » : celles-ci sont plus replètes que leurs grandes sœurs françaises, mais pas pour autant moins dévêtues. De leurs côtés, les Tommies et les Poilus ne sont pas en reste : les éditeurs français de cartes postales ont réimprimé les chromos que Kirchner avait multipliés lors de sa carrière parisienne. Mais en avril 1918, voilà que la Librairie de l'estampe se voit soupçonnée de commerce avec l'ennemi, Kirchner étant autrichien ; la nouvelle de sa mort n'est pas officialisée et certains journaux le croient revenu sur le front de l'Est, le qualifiant même de « boche dépravé » (tels La Croix). Ses « Girls » circulèrent malgré tout et elles ne furent pas les seules, postées par les marraines de guerre en guise de réconfort moral. Des artistes comme Xavier Sager, Chéri Hérouard, Léo Fontan, Achille Mauzan, Gerda Wegener, Suzanne Meunier, ou encore l'italien Rappini vinrent soutenir le moral des troupes avec des productions peu ou prou similaires. Toutefois, Alberto Vargas, l'inventeur de la pin-up « standard », est crédité comme s'inspirant des petites femmes de Kirchner.

## Œuvre

### Affiches
- Die lustige Witwe Theater am der Wien, 1899
- Automobil Ausstellung Prater, 1900
- Carnaval Félicien Champsaur, s.d.
- Byrrh, s.d.

### Estampes
Fonds de la BNF - département des estampes :
- Le Sourire à Paris &  Les Zeppelins à Paris, deux lithographies en couleurs, Librairie de l'estampe, 1915
- La Petite Guerre à Paris en 1915, lith., Librairie de l'estampe
- Pour le droit et la liberté, lith., Librairie de l'estampe

### Livres illustrés
- Jane de La Vaudère, La Cité des sourires, roman japonais, Paris : Librairie des publications modernes, (s. d.).
- Victorien Du Saussay, Médecins pour dames seules, romans de mœurs parisiennes, Paris, Librairie des publications modernes, 1907.
- Daniel Riche, Le Cœur de Thellys, avec 22 compositions, Paris, Albert Méricant, 1908.
- Théodore Cahu, Les Nuits du Palais-Royal, Paris, La Librairie universelle, 1909.
- Willy [?], L’Implaquable Siska, Paris, Albin Michel, 1912.
- Frankfort Sommerville, The Spirit of Paris, Londres, A. and C. Black, 1913.
- André Theuriet, Les Amours d'Estève, « Select-Collection », Paris, Flammarion, 1915.
- Félicien Champsaur, Le Bandeau, roman inédit des 4 saisons, 326 dessins, Paris, La Renaissance du livre, 1916.
- Félicien Champsaur, L'Arriviste, Paris, Albin Michel, [1918].

## Galerie

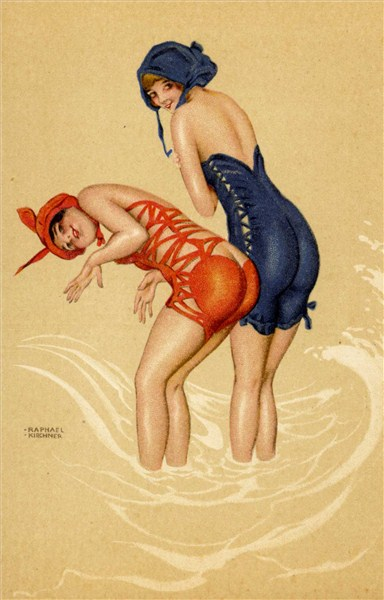
La Mer fleurie
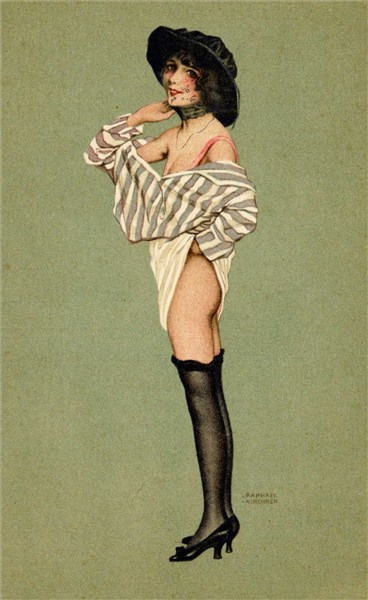
La Première Violette
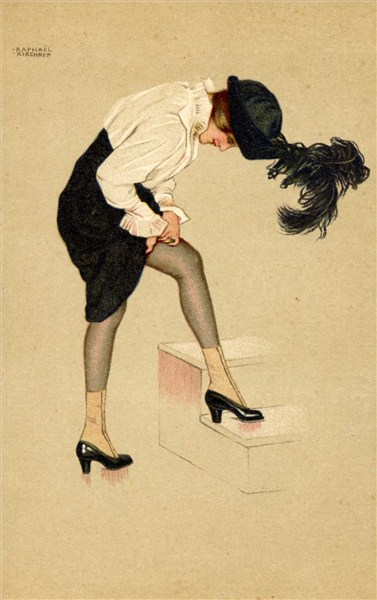
Le Coup de la jarretelle
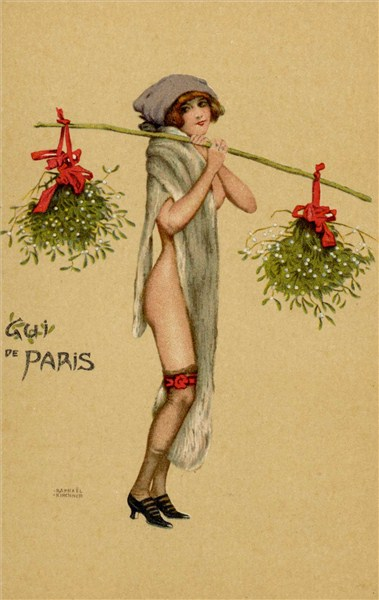
Le Gui de Paris
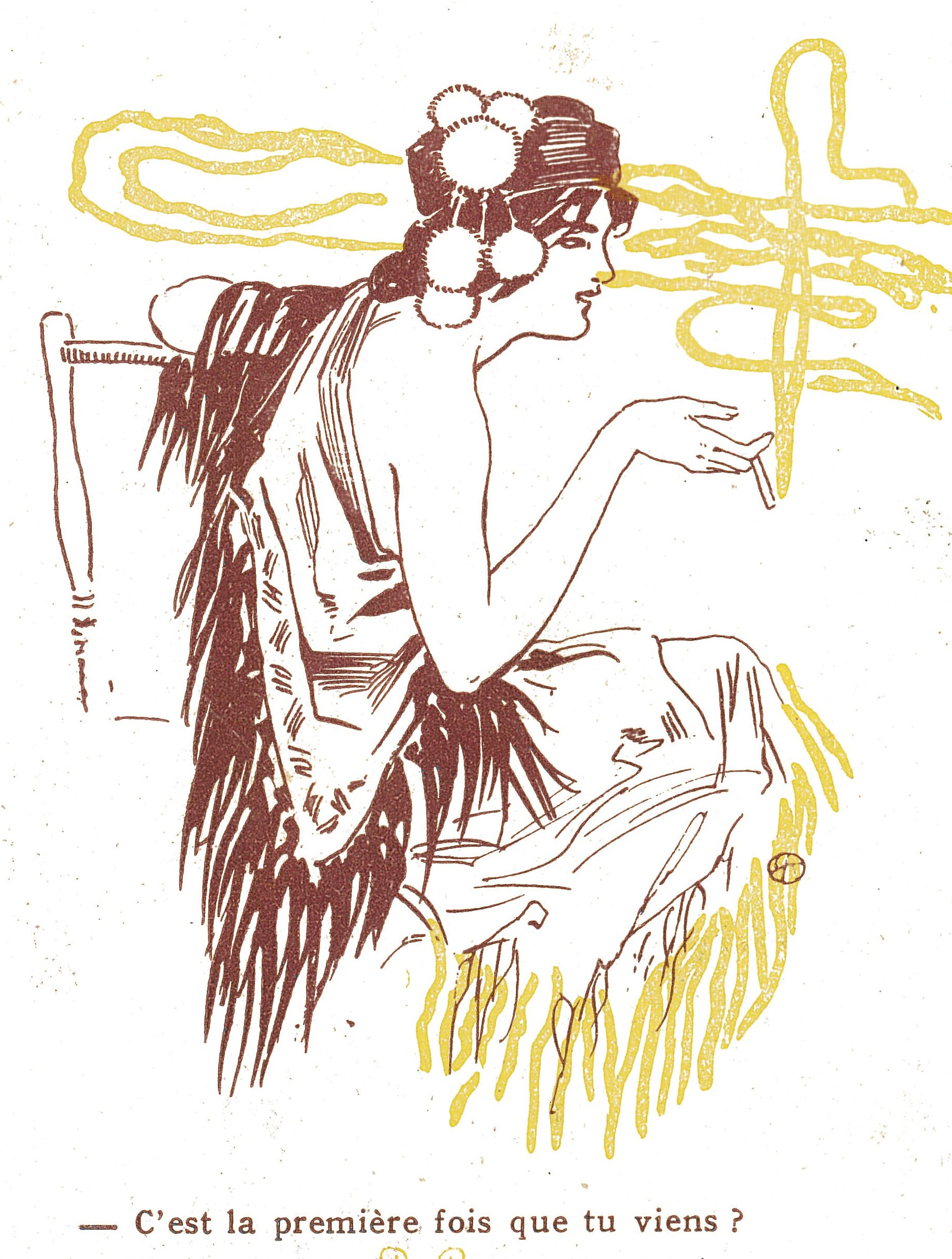
Première fois
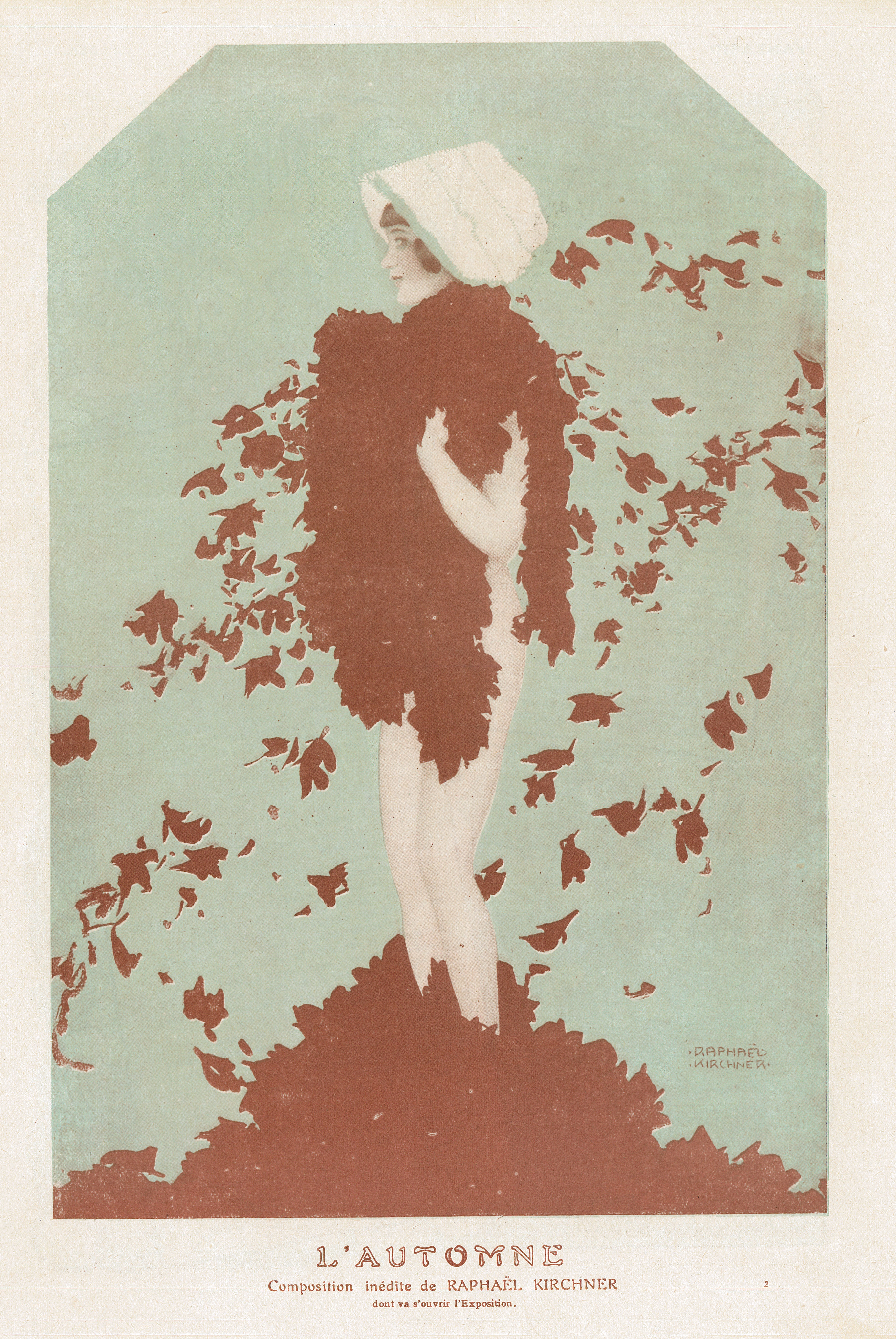
L'Automne